# Шампо (Ил и Вилен)
Шампо (фр. Champeaux) насеље је и општина у северозападној Француској у региону Бретања, у департману Ил и Вилен која припада префектури Рен.
По подацима из 2011. године у општини је живело 475 становника, а густина насељености је износила 48,32 становника/km². Општина се простире на површини од 9,83 km². Налази се на средњој надморској висини од 86 метара (максималној 116 m, а минималној 49 m).

## Демографија
| 1962. | 1968. | 1975. | 1982. | 1990. | 1999. | 2011. |
| ----- | ----- | ----- | ----- | ----- | ----- | ----- |
| 304   | 322   | 311   | 329   | 390   | 420   | 475   |

График промене броја становника у току последњих година